# McBride
McBride es una villa ubicada en el condado de Montcalm en el estado estadounidense de Míchigan. En el censo de 2010 tenía una población de 205 habitantes y una densidad poblacional de 206,66 personas por km².

## Geografía
McBride se encuentra ubicada en las coordenadas 43°21′7″N 85°2′39″O / 43.35194, -85.04417. Según la Oficina del Censo de los Estados Unidos, McBride tiene una superficie total de 0.99 km², de la cual 0.99 km² corresponden a tierra firme y (0%) 0 km² es agua.

## Demografía
Según el censo de 2010, había 205 personas residiendo en McBride. La densidad de población era de 206,66 hab./km². De los 205 habitantes, McBride estaba compuesto por el 98.05% blancos, el 0% eran afroamericanos, el 0% eran amerindios, el 0.49% eran asiáticos, el 0% eran isleños del Pacífico, el 0% eran de otras razas y el 1.46% pertenecían a dos o más razas. Del total de la población el 0.98% eran hispanos o latinos de cualquier raza.